# Forgurt
Forgurt – dodatkowy pas zapinany przed siodłem. Umieszczone są na nim tzw. "ławki" czyli uchwyty zapobiegające przesuwaniu się siodła do przodu. Forgurt używany jest w przypadku koni o słabo zarysowanym kłębie.
Inny sposób zapobiegania przesuwaniu siodła do przodu to podogonie.
W przypadku zsuwania się siodła do tyłu używamy napierśnika.